# Carol C. Mattusch
Carol Cressey Mattusch (geboren am 16. Oktober 1947 in Berlin) ist eine US-amerikanische Klassische Archäologin. Ihr Spezialgebiet ist die antike Bronzeplastik.

## Leben
Carol Mattusch ist eine Tochter des Wirtschaftswissenschaftler Kurt R. Mattusch (1898–1979), der von 1945 bis 1949 für die US-Militärregierung in Berlin tätig war. Sie begann ihr Studium 1965 am Department of Classical and Near Eastern Archaeology des Bryn Mawr College. Dort schloss sie 1969 mit dem B.A. ab und setzte ihr postgraduales Studium an der University of North Carolina at Chapel Hill fort. Mit der Arbeit Casting Techniques of Greek Bronze Sculpture. Foundries and Foundry Remains from the Athenian Agora with Reference to Other Ancient Sources wurde sie 1975 zum Ph.D. promoviert. Grundlage dieser Arbeit waren ihre Forschungen auf der Athener Agora, an deren Ausgrabungen durch die American School of Classical Studies at Athens sie 1972–1973 ebenso teilnahm wie an den amerikanischen Ausgrabungen in Korinth. Seit dieser Zeit ist sie Mitglied der American School, deren Managing Committee sie seit 1983 angehört. Von 2006 bis 2010 war sie Mitglied des Executive Committee, von 1998 bis 2006 zudem Vorsitzende des Publications Committee der American School.
Ihre Universitätslaufbahn begann Carol Mattusch 1977 an der George Mason University als Assistant Professor, 1982 wurde sie dort Associate Professor. Zugleich war sie von 1979 bis 1985 Lecturer an der Smithsonian Institution, von 1979 bis 1985 und von 1998 bis 2002 außerdem Traveling Lecturer für das Archaeological Institute of America. 1990 wurde sie ordentliche Professorin für Kunst und Kunstgeschichte. Eine Gastprofessur führte sie 1993 an die University of Virginia. Seit 1998 ist sie Mathy Professor of Art History an der George Mason University. Im Jahr 2003 war sie Vorsitzende des Planungskomitees für die Versammlung der Associazione Internazionale di Archeologia Classica.
Für ihre Leistungen hat sie verschiedene Preise gewonnen. Unter anderem erhielt sie 1997 den James R. Wiseman Book Award des Archaeological Institute of America, 2006 den Charles Rufus Morey Book Award der College Art Association. Carol Mattusch ist Mitglied des Deutschen Archäologischen Instituts und der Society of Antiquaries of London.

## Forschungen
Carol Mattusch beschäftigt sich in Forschung und Lehre mit antiker Kunst und Kultur einerseits, mit der Kunst des 18. Jahrhunderts und der Wiederentdeckung der Antike im Zeitalter der Aufklärung andererseits. Ihr spezielles Interesse gilt seit ihrer Promotion den antiken Bronzebildwerken, insbesondere der antiken Bronzetechnik, ihrer Entwicklung und Wechselwirkung mit dem künstlerischen Stil sowie Handel und Verbreitung von Bronzewerken in der antiken Welt. Im Zentrum stehen hierbei die Großbronzen.
Auf Grund ihrer Kenntnisse auf diesem Gebiet kuratierte Carol Mattusch im Jahr 1996 die Ausstellung The Fire of Hephaistos. Large Classical Bronzes from North American Collections für das Harvard University Art Museum, die auch am Toledo Museum of Art und 1997 am Tampa Museum of Art gezeigt wurde. Im gleichen Jahr war sie im Planungskomitee des XIIIth International Congress of Ancient Bronzes, der in Cambridge (Massachusetts) veranstaltet wurde. Für das Oxford Handbook of Engineering and Technology in the Classical World schrieb sie das Kapitel Metalworking and Tools.
Ein weiteres Forschungsgebiet ist die kulturelle Entwicklung im Beziehungsgeflecht Griechenland–Magna Graecia–Etrurien, insbesondere der Vesuvstädte und deren Einfluss auf Rom. Als Kuratorin war sie 2008 verantwortlich für die Ausstellung Pompeii and the Roman Villa: Art and Culture around the Bay of Naples an der National Gallery of Art, die 2009 am Los Angeles County Museum of Art wiederholt wurde.

## Publikationen (Auswahl)
- Enduring Bronze. Ancient Art, Modern Views. J. Paul Getty Museum, Los Angeles 2014, ISBN 978-1-60606-326-2.
- Johann Joachim Winckelmann: Letter and Report on the Discoveries at Herculaneum. The J. Paul Getty Museum, Los Angeles 2011, ISBN 978-1-60606-089-6.
- Pompeii and the Roman Villa: Art and Culture around the Bay of Naples. Ausstellungskatalog. National Gallery of Art, Washington, D. C., 2008, ISBN 978-0-89468-353-4
- mit Alice A. Donohue, Amy Brauer (Hrsg.): Common Ground: Archaeology, Art, Science, and Humanities. Proceedings of the 16th International Congress of Classical Archaeology. Oxbow, Oxford 2006, ISBN 978-1-84217-183-7.
- The Villa dei Papiri at Herculaneum: Life and Afterlife of a Sculpture Collection. J. Paul Getty Museum, Los Angeles 2005, ISBN 0-8923-6722-9.
- mit Amy Brauer, Sandra E. Knudsen (Hrsg.): From the Parts to the Whole. Acta of the 13th International Bronze Congress (= Journal of Roman Archaeology. Supplementary Series 39). Zwei Bände. Journal of Roman Archaeology, Portsmouth 2000–2002.
- The Victorious Youth. J. Paul Getty Museum, Malibu 1997, ISBN 0-8923-6470-X.
- The Fire of Hephaistos: Large Classical Bronzes from North American Collections. Ausstellungskatalog. Harvard University Art Museums, Cambridge (Mass.) 1996, ISBN 0-9167-2489-1.
- Classical Bronzes: The Art and Craft of Greek and Roman Statuary. Cornell University Press, Ithaca 1996, ISBN 0-8014-3182-4.
- Greek Bronze Statuary: From the Beginnings through the Fifth Century B. C. Cornell University Press, Ithaca 1988, ISBN 0-8014-2148-9.
- Bronzeworkers in the Athenian Agora (= Athenian Agora Picture Book. Band 20). American School of Classical Studies at Athens, Princeton (N.J.) 1982, ISBN 0-8766-1624-4.